# Dentipellicula
Dentipellicula is een geslacht van schimmels behorend tot de familie Hericiaceae. De typesoort is Dentipellicula taiwaniana.

## Soorten
Volgens Index Fungorum bevat het geslacht vier soorten (peildatum augustus 2023):
| Soortnaam                     | Auteur(s)                                  | Publicatiejaar |
| ----------------------------- | ------------------------------------------ | -------------- |
| Dentipellicula austroafricana | Jia J. Chen, L.L. Shen & Y.C. Dai          | 2015           |
| Dentipellicula guyanensis     | Yuan Yuan, Meng Zhou, Jia J. Chen & Vlasák | 2020           |
| Dentipellicula leptodon       | (Mont.) Y.C. Dai & L.W. Zhou               | 2013           |
| Dentipellicula taiwaniana     | (Sheng H. Wu) Y.C. Dai & L.W. Zhou         | 2013           |